# Лине
Лине (њем. Lünne) општина је у њемачкој савезној држави Доња Саксонија. Једно је од 60 општинских средишта округа Емсланд. Према процјени из 2010. у општини је живјело 1.867 становника. Посједује регионалну шифру (AGS) 3454034.

## Географски и демографски подаци
Лине се налази у савезној држави Доња Саксонија у округу Емсланд. Општина се налази на надморској висини од 32 метра. Површина општине износи 30,2 km². У самом мјесту је, према процјени из 2010. године, живјело 1.867 становника. Просјечна густина становништва износи 62 становника/km².

## Међународна сарадња
| Мјесто  | Држава      | Врста сарадње | Од    |
| ------- | ----------- | ------------- | ----- |
| Курпица | Бјелорусија | пријатељство  | 1991. |
| Маркело | Холандија   | партнерство   | 1980. |
| Извор   |             |               |       |